# Mary Alice McWhinnie
Mary Alice McWhinnie (Chicago, 10 agosto 1922 – 17 marzo 1980) è stata una biologa e docente statunitense, nota per i suoi studi sui krill, organismi marini invertebrati appartenenti all'ordine Euphausiacea..
È stata la prima donna a navigare per due mesi nelle acque dell'Antartico a bordo della nave da ricerca della National Science Foundation (NSF), la USNS Eltanin. La National Science Foundation le permise di trascorrere l'inverno presso a stazione McMurdo e nel 1974 divenne la prima donna americana a prestare servizio come scienziato in capo in una stazione di ricerca antartica.

## Biografia

### Istruzione e inizio carriera
Mary Alice McWhinnie consegue la laurea triennale e magistrale in biologia alla Università DePaul nel 1944 e nel 1946. Inizia a insegnare come assistente nella medesima università nel 1946 presso il dipartimento di scienze biologiche, divenendone direttrice dal 1966 al 1968. Consegue il dottorato presso la Northwestern University nel 1952.

### Attività scientifica
Nel 1962, Mary Alice McWhinnie e la sua assistente di ricerca, Phyllis Marciniack, vengono selezionate dalla National Science Foundation (NSF) per navigare per due mesi sulla USNS Eltanin (Crociera 6, 24 novembre 1962 - 23 gennaio 1963) in Antartide. Il loro progetto era quello di studiare "la relazione tra la temperatura dell'acqua e la fisiologia dei crostacei in muta" e, in particolare, la fisiologia dei krill e il modo in qui questi organismi marini riescono a prosperare in un ambiente così estremo.
Mary Alice McWhinnie porta a termine quattro crociere sull'Eltanin negli anni 1965, 1967, 1969 e 1970, diventando così la prima donna scienziata a navigare nelle acque antartiche. Nel 1965, la Duke University istituisce con la biologa un programma oceanografico cooperativo presso il Marine Laboratory. Il programma, patrocinato dalla NSF, vede la collaborazione non solo della Duke University ma anche di altre università, tra cui la DePaul University, il City College di New York, il Virginia Institute of Marine Sciences e l'università del Tennessee.
Nel 1972, Mary Alice McWhinnie è la prima donna ad essere nominata scienziato in capo dell'Eltanin. Fino al 1969, i programmi antartici degli Stati Uniti erano stati gestiti da gruppi di ricerca interamente maschili, ma nel 1974 la biologa e la sua assistente ricercatrice, Mary Odile Cahoon, sono le prime scienziate a trascorrere l'inverno presso la stazione McMurdo, il centro di ricerca più grande e accessibile dell'Antartide, dove operavano 128 fra scienziati e ricercatori. Durante la stagione estiva 1975-76, è la prima scienziata a lavorare presso la Stazione Palmer.
Durante la sua carriera, Mary Alice McWhinnie realizza undici viaggi in Antartide, pubblica più di cinquanta articoli scientifici e offre numerose presentazioni sui risultati delle sue ricerche.
Nelle estati 1977-78 e 1978-79 riesce a mantenere in vita i krill in un serbatoio di acqua di mare a flusso continuo e questo rende possibile osservare che questi organismi, dopo la deposizione delle uova, diventano più piccoli e assumono un aspetto meno maturo sessualmente (un fenomeno chiamato "regressione"). La biologa attribuisce questo risultato al fatto che durante l'inverno i krill devono nuotare costantemente, con scorte di cibo limitate.
Mary Alice McWhinnie conduce anche una notevole quantità di ricerche sui cambiamenti mediati dall'ormone crustecdisone nei gamberi. Uno di questi cambiamenti è quello della muta. La biologa osserva che il processo di muta dei gamberi è necessario per la crescita dell'organismo e si traduce in livelli più bassi di materiale organico presente durante le fasi di premuta. Analizzando accuratamente le differenze fra la fase di premuta e la fase di intermuta. Osserva, inoltre, che nella fase di premuta i gamberi presentano nei loro tessuti livelli più elevati di aminoacidi rispetto alla fase intermuta.
Un altro filone di ricerca al quale la biologa dedica particolare attenzione è quello dello studio dei processi di respirazione del copepoda antartico R. gigas. Durante un inverno australe, misurando l'approvvigionamento di ossigeno e la produzione di anidride carbonica da parte dei copepodi, scopre che i livelli di ossigeno erano inferiori a quelli degli esemplari di latitudine inferiore. La biologa attribuisce questa osservazione allo sviluppo di un nuovo tipo di adattamento metabolico che avrebbe reso possibile due periodi di riproduzione.
Mary Alice McWhinnie trascorre gli ultimi tre anni della sua vita viaggiando per tenere conferenze a livello internazionale sui risultati delle sue ricerche sugli organismi marini invertebrati e accumulando un'ampia bibliografia. Morì di tumore al cervello il 17 marzo 1980.

## Nella cultura di massa
Per onorare la sua memoria, le è stata dedicata una vetta montuosa antartica, la McWhinnie Peak. Anche il Mary Alice McWhinnie Marine Science Center presso la Palmer Station è stato denominato così in suo onore. Nel giugno 1980 le è stata conferita postuma la massima onorificenza accademica della DePaul University, il Via Sapientiae Award, per la sua dedizione all'insegnamento e per i risultati scientifici della sua attività di ricerca.

## Opere
- McWinnie, MA Bibliografia Euhausiacea : un'indagine sulla letteratura mondiale (1981), Pergamon Press